# Keith Oliver
Keith Oliver là một chuyên gia về hậu cần học và nhà tư vấn hàng đầu của Anh nổi tiếng với việc đặt ra các thuật ngữ " Chuỗi cung ứng " và " Quản lý chuỗi cung ứng "  lần đầu tiên sử dụng chúng trước công chúng trong một cuộc phỏng vấn với Arnold Kransdorff của Thời báo Tài chính vào ngày 4 tháng 6 năm 1982.

## Học vấn và sự nghiệp
Keith Oliver được đào tạo tại Vương quốc Anh tại Trường Monmouth và có bằng danh dự của Đại học Birmingham. Ông hiện là nhân viên của các công ty tư vấn quản lý, Booz &amp; Company / Booz Allen Hamilton và từng làm Chuyên viên phân tích phương pháp và tổ chức cao cấp cho Hội đồng khí đốt West Midlands, sau đó là cố vấn cho Công ty TNHH nghiên cứu hoạt động kinh doanh (Systems). Theo Damon Schechter, Oliver đã đóng một vai trò quan trọng trong việc mở ra sự tiến hóa quan trọng thứ ba của tư tưởng hậu cần trong những năm 1970 và 1980  và đã đóng góp với tư cách là tác giả và đồng tác giả của nhiều bài báo  và chương có tiêu đề: "Phân phối: tổng chi phí - để phục vụ" trong Sổ tay quản lý Gower (1983 - 1998).

## Thuật ngữQuản lý chuỗi cung ứnghình thành
Một bài viết năm 2003 trong Chiến lược + Vấn đề kinh doanh có tên Khi nào Quản lý chuỗi cung ứng sẽ phát triển? bởi Tim Laseter và chính Keith Oliver  mô tả giai thoại về thời điểm mà thuật ngữ Quản lý chuỗi cung ứng được đặt ra trước cuộc phỏng vấn của Financial Times: Oliver bắt đầu phát triển tầm nhìn để phá hủy các silo chức năng trong một tổ chức (sản xuất, tiếp thị, phân phối, bán hàng và tài chính). Ông và nhóm của mình gọi nó là Quản lý hàng tồn kho tích hợp, viết tắt I2M vào cuối những năm 70. Họ tin rằng thuật ngữ này rất hấp dẫn và từ viết tắt I2M sẽ được đón nhận, nhưng tất cả đã thay đổi trong cuộc họp của ban chỉ đạo quan trọng với người khổng lồ ngành điện tử Philips của Hà Lan. Tại cuộc họp, anh và nhóm của mình phát hiện ra rằng cụm từ lôi cuốn của họ không gây chú ý và Oliver đã bị thách thức bởi một trong những người quản lý khách hàng Ông Van t'Hoff nói. Oliver đã giải thích cho ông Van về ý nghĩa của I2M: "Chúng tôi đang nói về việc quản lý chuỗi cung ứng như thể nó là một thực thể duy nhất," ông Oliver trả lời, "không phải là một nhóm các chức năng khác nhau." "Vậy thì tại sao ông không gọi nó như vậy?" - Ông Van t'Hoff nói. "Gọi nó là gì?" - Ông Oliver hỏi. Quản lý chuỗi cung ứng tổng thể.
Scott Stephens, Cựu Chủ tịch của Hội đồng Supply-Chain (SCC) (1983-1997) và Cựu Giám đốc Công nghệ của SCC (1997-2005)  nói trong blog của mình rằng sau khi biết những câu chuyện, ông không thực sự chắc chắn nếu đó là Keith Oliver hoặc ông Van t'Hoff, người đã đặt ra thuật ngữ này. Nhưng khi Oliver phát triển khái niệm này trước cuộc họp và sử dụng nó trước công chúng trong cuộc phỏng vấn của Thời báo Tài chính, công nhận câu chuyện của Oliver là Chiếc nhẫn Sự thật.

## Định nghĩa quản lý chuỗi cung ứng của Keith Oliver
Oliver định nghĩa vào năm 1982 khái niệm Chuỗi cung ứng như sau: Quản lý chuỗi cung ứng (SCM) là quy trình lập kế hoạch, thực hiện và kiểm soát các hoạt động của chuỗi cung ứng với mục đích đáp ứng yêu cầu của khách hàng một cách hiệu quả nhất có thể. Quản lý chuỗi cung ứng bao gồm tất cả sự di chuyển và lưu trữ nguyên liệu thô, hàng tồn kho trong quá trình làm việc và hàng hóa thành phẩm từ điểm xuất phát đến điểm tiêu thụ. Kể từ đó, gần như tất cả các tác giả của Chuỗi cung ứng đã phát triển định nghĩa riêng của họ. Một số trong số chúng là các biến thể tinh tế và một số khác thêm chi tiết, nhưng hầu hết trong số chúng vẫn gần với định nghĩa ban đầu của Oliver..

## Thuật ngữChuỗi cung ứngtrưởng thành và kỷ niệm 30 năm
Keith Oliver đã được nhấn mạnh và thường được trích dẫn trong các bài báo và sách trong giai đoạn 2002-2003 do thuật ngữ Quản lý chuỗi cung ứng đạt đến tuổi trưởng thành với 21 năm. Thời kỳ trưởng thành của Quản lý chuỗi cung ứng là cơ hội để một số ấn phẩm phản ánh về sự tiến hóa của khái niệm này trong 21 năm. Một hiệu ứng tương tự đang được trải nghiệm vào năm 2012 do kỷ niệm 30 năm của thuật ngữ. Mặc dù lễ kỷ niệm đang được sử dụng chủ yếu cho một số công ty chiến lược tiếp thị.